# Лысогорка (Каменец-Подольский район)
Лысогорка (укр. Лисогірка) — село в Каменец-Подольском районе Хмельницкой области Украины.
Население по переписи 2001 года составляло 387 человек. Почтовый индекс — 32312. Телефонный код — 3849. Занимает площадь 0,233 км².

## История
В 1946 г. указом ПВС УССР село Мукша Колубаевская переименовано в Лысогорку.

## Местный совет
32325, Хмельницкая обл., Каменец-Подольский р-н, с. Гуменцы